# 白色テロ
白色テロ（はくしょくテロ、英: White Terror）とは、為政者や権力者、反革命側（君主制国家の為政者あるいは保守派）によって政治的敵対勢力に対して行われる弾圧や暴力的な直接行動のことである。
国家組織および権力を是認して行われる不当逮捕や言論統制などがある。フランス語（Terreur blanche）に由来するため白色テロルとも言う。
一般に国家の何らかの関与を前提とするため、単なる右翼テロとは異なる。

## 語義
「白色」とはフランス王国の王権の象徴であった白百合に由来しており、フランスでは白色（白旗）は王権または王党派を意味する色であった。転じて、フランス以外でも為政者を全般をさす色とされ、イランの白色革命などの用法がある。白色テロは、元来はフランス革命中の1794年から1795年にかけて、シュアヌリ（ふくろう党）が行ったテロ行為、または極右に転向したテルミドール派による左派（ジャコバン派または山岳派）への弾圧、あるいはフランス復古王政期の超王党派（ユルトラ）による国王弑逆者である共和派への報復や、ギヨーム＝マリ＝アンヌ・ブリューヌ元帥やラメル元議員の暗殺などを指して、形容した言葉であった。
転じて反革命側（右派）の革命側（左派）に対する、もしくは為政者（保守派）の反体制側（革新派）に対する弾圧を意味するようになったが、特に20世紀には 社会主義者と共産主義者（およびその疑いがある人物）に対する厳しい弾圧を表すのにも用いられた。

## 定義
白色テロには強権的警察行為も含まれ、アルゼンチンの汚い戦争のように非合法なまま秘密裏に行なわれるものが多いが、恣意的な法解釈によって合法とされて公然と行なわれることもあり、正規の治安維持活動との線引きは不明瞭である。植民地や一方的に領有を宣言し占領している実効支配地域での民族独立運動に対する警察権力の乱用、軍事介入等の弾圧も白色テロに含まれることがある。

### 共産主義・社会主義政権が関係する時の表現の揺れ
反体制派に対してテロを行った体制側が共産主義・社会主義政権の場合、これを赤色テロと呼ぶ者が居る。赤色（赤旗）は共産主義・社会主義を表す色だからである。しかしこのような考え方をする場合、共産主義・社会主義政権の時に反体制派（右派）がテロを行っても、それを白色テロとは言わないという。白色テロは、あくまでも政権側・体制側が行った場合のテロ表現であり、反体制左翼の行為も含める赤色テロと対照の定義とはなっていない。このような考え方は世界的に普遍ではなく、通信社の配信記事では白色テロを共産党政権関係の記事にも使用する。

## 主要な白色テロ

### 日本
- 関東大震災下の朝鮮人虐殺事件[2]・亀戸事件[2]・甘粕事件[2]
- 血盟団事件[3]
- 菅生事件

### アジア

#### 台湾
台湾においては、赤狩りと同義に考えられている。
1947年の二・二八事件、1949年の四六事件が白色テロの前兆とみられている。以降、1987年まで38年間続く戒厳令が敷かれ、東西冷戦下での反共政策を盾に、本格的な白色テロが展開された。
1949年の中華民国中央政府の台湾移転から1950年代中期までがピークとされるが、これは朝鮮戦争の時期とほぼ重なる。動員戡乱時期臨時条款、懲治叛乱条例などが制定され、これらを根拠として、左派分子や共産スパイの摘発を名目とした弾圧が繰り広げられた。
1949年から1960年の間に反乱団体の摘発が100件、人数にして約2000人が処刑され、死刑を免れた約8000人も10年程度から無期懲役にいたる服役を命じられたとされる。そのうち確実に共産党員であった者は900人ほどで、その他約9000人は冤罪であったとされている。
1987年の戒厳令解除に伴う民主化後、弾圧の根拠となった懲治叛乱条例は1991年に廃止され、内乱罪について定めた刑法第100条も1992年に修正されたことで、戦後の台湾における白色テロはこの時点で正式に終了したとされる。しかしながら、冤罪による補償と名誉回復は2018年時点でも完了しているとは言い難い。
これは、「中華人民共和国建国後に展開された台湾での白色テロは、内戦下の中華民国の防衛という国家の安全保障政策において必要な措置であり、共産スパイ摘発の過程で生じた冤罪による多くの犠牲者はやむを得ない」という中国国民党側の認識もあり、補償への対応が出遅れたことも理由に挙げられる。また、被害者およびその遺族による団体間でも歴史的位置づけを巡って意見の相違がある。
2018年、行政院に促進転型正義委員会が設置され、真相究明が期待された。

#### 中華民国（大陸時期）
- 上海クーデター

#### 韓国
- 済州島四・三事件
- 保導連盟事件
- 老斤里事件
- 人民革命党事件
- 学園浸透スパイ団事件
- 金大中事件
- 光州事件
- 2024年大韓民国非常戒厳令

#### フィリピン
- ベニグノ・アキノ暗殺事件（英語版）

#### インドネシア
- 9月30日事件以降の共産党弾圧

#### ベトナム
- 自由ベトナム臨時政府によるテロ活動

### ヨーロッパ
- フランス
  - フランス復古王政下における王党派による白色テロ（百日天下を参照）
- ロシア
  - 6.3クーデター
  - 血の日曜日事件
- ドイツ
  - バイエルン・レーテ共和国への白色テロ
  - 夜と霧
  - 長いナイフの夜
  - 水晶の夜
- イギリス（北アイルランド）
  - 血の日曜日事件
- ハンガリー
  - ハンガリー軍による白色テロ（1919年-1920年）
- ギリシャ
  - 右翼ギャングによる白色テロ（1945年-1946年）
- フィンランド
  - 白衛軍による白色テロ（1918年）
- スペイン
  - 白色テロ (スペイン)（英語版）

### アメリカ
- アメリカ合衆国
  - 2021年アメリカ合衆国議会議事堂襲撃事件
- アルゼンチン
  - 汚い戦争
- エルサルバドル
  - 1932年農民蜂起の鎮圧（ラ・マタンサ）
  - エルサルバドル内戦における白色テロ - ロメロ大司教暗殺など。
- チリ
  - チリ・クーデター以降の反体制派弾圧
- パラグアイ
  - 恐怖のアーカイブ
- キューバ系アメリカ人財団によるテロ活動
- 死の部隊
- コンドル作戦